# Liste deutscher Rockmusiker
Diese Liste zählt populäre oder in der Vergangenheit populäre deutsche Rockmusiker auf. Dabei sollen sie nach ihrem Haupt-Genre kategorisiert werden. Als Aufnahmekriterien der Liste dienen ein eigener Artikel in der Wikipedia oder die Beteiligung an einem Album, das es auf den ersten Platz der Charts eines Landes geschafft hat.
Aufgrund der vielen Vertreter aus diesem Bereich wurde die Liste deutscher Metalmusiker ausgelagert. Zur Ergänzung dienen die Liste deutscher Rockproduzenten und die Liste deutscher Rockbands.

## A
| Name             | Hauptinstrument(e) | Band(s)     | Genre(s)         | Herkunft   |
| ---------------- | ------------------ | ----------- | ---------------- | ---------- |
| Richie Alexander | Gesang             | The Busters | Alternative Rock | Münster    |
| Sammy Amara      | Gitarre und Gesang | Broilers    | Punk             | Düsseldorf |

## B
| Name              | Hauptinstrument(e)    | Band(s)                        | Genre(s)           | Herkunft      |
| ----------------- | --------------------- | ------------------------------ | ------------------ | ------------- |
| Bela B.           | Schlagzeug und Gesang | Die Ärzte, Depp Jones, solo    | Punk, Rock         | West-Berlin   |
| Hugo Egon Balder  | Schlagzeug            | Birth Control                  | Krautrock          | Berlin        |
| Karl Bartos       | Keyboard              | Kraftwerk                      | Elektro, Krautrock | Berchtesgaden |
| Martin Becker     | Keyboard              | Karat                          | Rock               | Ost-Berlin    |
| Robert Beckmann   | Geige und Gesang      | The Inchtabokatables           | Punk               | Jena          |
| Dieter Birr       | Gesang und Gitarre    | Puhdys                         | Rock               | Köslin        |
| Manni von Bohr    | Schlagzeug            | Birth Control                  | Krautrock          | Saarland      |
| Celina Bostic     | Gesang und Perkussion | Farin Urlaub Racing Team, solo | Punk, Rock         | Berlin        |
| Michael Breitkopf | Gitarre               | Die Toten Hosen                | Punk               | Düsseldorf    |
| Guss Brooks       | E-Bass und Kontrabass | The BossHoss                   | Country-Rock       | Deutschland   |
| Felix Brummer     | Gesang                | Kraftklub                      | Indie-Rock, Punk   | Chemnitz      |
| Till Brummer      | E-Bass                | Kraftklub                      | Indie-Rock, Punk   | Chemnitz      |
| Boss Burns        | Gesang und Waschbrett | The BossHoss, Teheran Taxi     | Country-Rock       | Berlin        |

## C
| Name       | Hauptinstrument(e) | Band(s)                   | Genre(s)   | Herkunft    |
| ---------- | ------------------ | ------------------------- | ---------- | ----------- |
| Campino    | Gesang             | Die Toten Hosen           | Punk, Rock | Düsseldorf  |
| Curt Cress | Schlagzeug         | Scorpions, BAP, Meat Loaf | Rock       | Schlierbach |

## D
| Name                  | Hauptinstrument(e)       | Band(s)                               | Genre(s)              | Herkunft           |
| --------------------- | ------------------------ | ------------------------------------- | --------------------- | ------------------ |
| Kurt Dahlke           | Keyboard und Synthesizer | Fehlfarben                            | Punk                  | Westdeutschland    |
| Ina Deter             | Gesang und Gitarre       | solo                                  | Rock                  | Berlin             |
| B. Deutung            | Cello                    | The Inchtabokatables, Subway to Sally | Punk, Mittelalterrock | Deutschland        |
| Klaus Dinger          | Schlagzeug und Gitarre   | Kraftwerk                             | Elektro, Krautrock    | Düsseldorf         |
| Jänz Dittschlag       | Gitarre                  | Freunde der italienischen Oper        | Alternative Rock      | Dresden            |
| Sir Frank Doe         | Schlagzeug               | The BossHoss                          | Country-Rock          | Deutschland        |
| Jürgen Dollase        | Keyboard und Synthesizer | Wallenstein                           | Krautrock             | Viersen            |
| Robert Drakogiannakis | Gesang und Gitarre       | Angelika Express                      | Alternative Rock      | Bergisch Gladbach  |
| Claudius Dreilich     | Gesang                   | Karat                                 | Rock                  | Halle an der Saale |
| Herbert Dreilich      | Gesang                   | Karat                                 | Rock                  | Mauterndorf        |

## E
| Name        | Hauptinstrument(e) | Band(s)                            | Genre(s)  | Herkunft  |
| ----------- | ------------------ | ---------------------------------- | --------- | --------- |
| Eroc        | Schlagzeug         | Grobschnitt                        | Krautrock | Weimar    |
| Stephan Ebn | Schlagzeug         | Gianna Nannini, Middle of the Road | Rock, Pop | Abensberg |

## F
| Name                | Hauptinstrument(e)    | Band(s)         | Genre(s)     | Herkunft          |
| ------------------- | --------------------- | --------------- | ------------ | ----------------- |
| Claus Fabian        | Schlagzeug und Gesang | ZK, Die Mimmi’s | Punk         | Düsseldorf        |
| Frank Fenstermacher | Keyboard und Saxophon | Fehlfarben      | Punk         | Westdeutschland   |
| Xaver Fischer       | Keyboard              | Birth Control   | Krautrock    | Deutschland       |
| Wolfgang Flür       | Schlagzeug            | Kraftwerk       | Krautrock    | Frankfurt am Main |
| Michael Frick       | Kontrabass            | The BossHoss    | Country-Rock | Berlin            |

## G
| Name               | Hauptinstrument(e)                   | Band(s)                                      | Genre(s)           | Herkunft   |
| ------------------ | ------------------------------------ | -------------------------------------------- | ------------------ | ---------- |
| Rodrigo González   | E-Bass, Gitarre, Keyboard und Gesang | Die Ärzte, Depp Jones, Abwärts               | Punk, Rock         | Valparaíso |
| Muck Groh          | Gitarre und Posaune                  | Ihre Kinder                                  | Krautrock          | Nürnberg   |
| Herbert Grönemeyer | Gesang                               | solo                                         | Rock               | Göttingen  |
| Harald Grosskopf   | Schlagzeug                           | Scorpions, Wallenstein, Schulze, Witt, Ashra | Krautrock, Elektro | Hildesheim |

## H
| Name               | Hauptinstrument(e) | Band(s)                            | Genre(s)           | Herkunft             |
| ------------------ | ------------------ | ---------------------------------- | ------------------ | -------------------- |
| R.J.K.K. Hänsch    | Gesang             | Freunde der italienischen Oper     | Alternative Rock   | Sofia                |
| Hellmut Hattler    | Bass               | Kraan                              | Krautrock          | Ulm                  |
| Peter Hein         | Gesang             | Mittagspause, Fehlfarben, Family 5 | Punk               | Düsseldorf           |
| Sonny Hennig       | Klavier und Orgel  | Ihre Kinder                        | Krautrock          | Mühlhausen/Thüringen |
| Dieter Hertrampf   | Gitarre und Gesang | Puhdys                             | Rock               | Berlin               |
| Klaus Heuser       | Gitarre und Gesang | BAP                                | Kölsch-Rock        | Leverkusen           |
| Andreas von Holst  | Gitarre            | Die Toten Hosen                    | Punk               | Münster              |
| Kristoffer Hünecke | Gitarre            | Revolverheld                       | Pop-Rock           | Hamburg              |
| Ralf Hütter        | Gesang             | Kraftwerk                          | Krautrock, Elektro | Krefeld              |
| Michael Hoenig     | Keyboard           | Agitation Free                     | Krautrock          | Hamburg              |

## I
| Name           | Hauptinstrument(e)   | Band(s)   | Genre(s)         | Herkunft |
| -------------- | -------------------- | --------- | ---------------- | -------- |
| Steffen Israel | Gitarre und Keyboard | Kraftklub | Indie-Rock, Punk | Chemnitz |

## K
| Name               | Hauptinstrument(e) | Band(s)                        | Genre(s)           | Herkunft             |
| ------------------ | ------------------ | ------------------------------ | ------------------ | -------------------- |
| Volker Kahrs       | Keyboard           | Grobschnitt                    | Krautrock          | Osterholz-Scharmbeck |
| Bill Kaulitz       | Gesang             | Tokio Hotel                    | Rock, Pop-Rock     | Magdeburg            |
| Tom Kaulitz        | Gitarre            | Tokio Hotel                    | Rock, Pop-Rock     | Magdeburg            |
| Jakob Keusen       | Schlagzeug         | Die Toten Hosen                | Punk               | Düsseldorf           |
| Rolf Klein         | Gitarre            | Birth Control                  | Krautrock          | Troisdorf-Sieglar    |
| Eberhard Kranemann | E-Bass, Cello      | Kraftwerk                      | Krautrock, Elektro | Wismar               |
| Carola Kretschmer  | Gitarre            | Panikorchester, solo           | Rock               | Fulda                |
| Helmut Krumminga   | Gitarre            | BAP                            | Kölsch-Rock        | Papenburg            |
| Heinz Rudolf Kunze | Gesang             | solo                           | Rock               | Espelkamp            |
| Ralph Qno Kunze    | Schlagzeug         | Freunde der italienischen Oper | Alternative Rock   | Dresden              |
| Thomas Kurzhals    | Keyboard           | Karat                          | Rock               | Ronneburg            |

## L
| Name             | Hauptinstrument(e)    | Band(s)             | Genre(s)             | Herkunft        |
| ---------------- | --------------------- | ------------------- | -------------------- | --------------- |
| R.P.S. Lanrue    | Gitarre               | Ton Steine Scherben | Punk                 | Grenoble        |
| Christian Liebig | E-Bass                | Karat               | Rock                 | Berlin          |
| Hagen Liebing    | E-Bass                | Die Ärzte           | Punk                 | Berlin          |
| Udo Lindenberg   | Gesang und Schlagzeug | solo, Passport      | Rock, Pop-Rock       | Gronau (Westf.) |
| Georg Listing    | E-Bass                | Tokio Hotel         | Pop-Rock, Synth-Rock | Magdeburg       |
| Dirk von Lowtzow | Gesang und Gitarre    | Tocotronic          | Alternative Rock     | Offenburg       |
| Lüül             | Gitarre               | Agitation Free      | Krautrock            | Berlin          |

## M
| Name              | Hauptinstrument(e)   | Band(s)                    | Genre(s)         | Herkunft |
| ----------------- | -------------------- | -------------------------- | ---------------- | -------- |
| Hans Maahn        | E-Bass               | Fehlfarben, Ina Deter      | Rock             | Berlin   |
| Wolf Maahn        | Gesang und Gitarre   |                            | Rock             | Köln     |
| Max Marschk       | Schlagzeug           | Kraftklub                  | Indie-Rock, Punk | Chemnitz |
| Rick McPhail      | Gitarre und Keyboard | Tocotronic                 | Alternative Rock | Hamburg  |
| Andreas Meurer    | E-Bass               | Die Toten Hosen            | Punk             | Essen    |
| George Meyer-Goll | Flöte und Geige      | Ihre Kinder                | Krautrock        | Nürnberg |
| Dieter Moebius    | Keyboard             | Cluster, Harmonia          | Krautrock        | Schweiz  |
| Tex Morton        | Gitarre              | Die Suurbiers, Die Mimmi’s | Punk             | Emden    |
| Jan Müller        | E-Bass               | Tocotronic                 | Alternative Rock | Hamburg  |

## N
| Name               | Hauptinstrument(e)    | Band(s)                      | Genre(s)    | Herkunft   |
| ------------------ | --------------------- | ---------------------------- | ----------- | ---------- |
| Thomas Natschinski | Gesang und Keyboard   | Karat                        | Rock        | Claußnitz  |
| Britta Neander     | Gesang, Perkussion    | Ton Steine Scherben          | Punk        | Hamburg    |
| Neumi Neumann      | Gesang                | Karat                        | Rock        | Ost-Berlin |
| Nico               | Gesang                | The Velvet Underground, solo | Rock        | Köln       |
| Wolfgang Niedecken | Gesang und Gitarre    | BAP                          | Kölsch-Rock | Köln       |
| Bernd Noske        | Schlagzeug und Gesang | Birth Control                | Krautrock   | Berlin     |

## O
| Name          | Hauptinstrument(e) | Band(s)    | Genre(s) | Herkunft |
| ------------- | ------------------ | ---------- | -------- | -------- |
| Markus Oehlen | Schlagzeug         | Fehlfarben | Punk     | Krefeld  |

## P
| Name              | Hauptinstrument(e) | Band(s)      | Genre(s)     | Herkunft                |
| ----------------- | ------------------ | ------------ | ------------ | ----------------------- |
| Hoss Power        | Gesang und Gitarre | The BossHoss | Country-Rock | Heidenheim an der Brenz |
| Henning Protzmann | E-Bass             | Karat        | Rock         | Radebeul                |

## R
| Name                   | Hauptinstrument(e)          | Band(s)                                     | Genre(s)         | Herkunft           |
| ---------------------- | --------------------------- | ------------------------------------------- | ---------------- | ------------------ |
| Peter Rasym            | E-Bass                      | Puhdys                                      | Rock             | Ostdeutschland     |
| Achim Reichel          | Gesang und Gitarre          | The Rattles, Wonderland, solo               | Rock             | Hamburg            |
| Rio Reiser             | Gesang                      | Ton Steine Scherben                         | Punk             | Berlin             |
| Rachel Rep             | Schlagzeug                  | Farin Urlaub Racing Team                    | Punk             | Berlin             |
| Vom Ritchie            | Schlagzeug                  | Die Toten Hosen                             | Punk             | Billericay         |
| Russ T. Rocket         | Gitarre                     | The BossHoss                                | Country-Rock     | Deutschland        |
| Hans-Joachim Roedelius | Keyboard                    | Cluster, Harmonia                           | Krautrock        | Deutschland        |
| Bernd Römer            | Gitarre                     | Karat                                       | Rock             | Berlin             |
| Aljoscha Rompe         | Gesang                      | Feeling B                                   | Punk             | Berlin             |
| Wolfgang Rohde         | Schlagzeug                  | Die Toten Hosen, Die Suurbiers              | Punk             | Berlin, Düsseldorf |
| Matthias Röhr          | Gitarre                     | Böhse Onkelz                                | Oi!, Hard Rock   | Frankfurt am Main  |
| Inga Rumpf             | Gesang und Gitarre          | The City Preachers, Frumpy, Atlantis        | Rock             | Hamburg            |
| Kevin Russell          | Gesang                      | Böhse Onkelz                                | Oi!, Hard Rock   | Hamburg            |
| Michael Rother         | Gitarre                     | Kraftwerk, Neu!, Harmonia                   | Krautrock        | Düsseldorf         |
| Rummelsnuff            | Gesang, Keyboard und Fagott | Rummelsnuff, Freunde der italienischen Oper | Alternative-Rock | Berlin             |

## S
| Name                      | Hauptinstrument(e)        | Band(s)                        | Genre(s)             | Herkunft    |
| ------------------------- | ------------------------- | ------------------------------ | -------------------- | ----------- |
| Sahnie                    | E-Bass, Gesang            | Die Ärzte, Die Suurbiers       | Punk                 | Berlin      |
| Gustav Schäfer            | Schlagzeug                | Tokio Hotel                    | Pop-Rock, Synth-Rock | Magdeburg   |
| Rainer A. Schmidt         | Posaune                   | Freunde der italienischen Oper | Alternative Rock     | Dresden     |
| Henning Schmitz           | Synthesizer               | Kraftwerk                      | Elektro              | Deutschland |
| Florian Schneider-Esleben | Querflöte, Synthesizer    | Kraftwerk                      | Elektro, Krautrock   | Deutschland |
| Peter Schorowsky          | Schlagzeug und Perkussion | Böhse Onkelz                   | Oi!, Hard Rock       | Deutschland |
| Heiko Schramm             | E-Bass                    | Freunde der italienischen Oper | Alternative Rock     | Dresden     |
| Emil Schult               | Gitarre                   | Kraftwerk                      | Elektro              | Deutschland |
| Ernst Schultz             | Gitarre und E-Bass        | Ihre Kinder                    | Krautrock            | Nürnberg    |
| Karl Schumann             | Gitarre und Gesang        | Kraftklub                      | Indie-Rock, Punk     | Chemnitz    |
| Wolfgang Seidel           | Schlagzeug                | Ton Steine Scherben            | Punk                 | Deutschland |
| Kai Sichtermann           | E-Bass                    | Ton Steine Scherben            | Punk                 | Berlin      |
| Horst Stachelhaus         | E-Bass                    | Birth Control                  | Krautrock            | Berlin      |
| Steffi Stephan            | E-Bass                    | Panikorchester                 | Rock                 | Deutschland |
| Michael Schwandt          | Schlagzeug                | Karat                          | Rock                 | Berlin      |
| Johannes Strate           | E-Bass und Gesang         | Revolverheld                   | Pop-Rock             | Bremen      |
| Ed Swillms                | Keyboard, Klavier         | Karat                          | Rock                 | Ost-Berlin  |

## T
| Name                       | Hauptinstrument(e) | Band(s)         | Genre(s)     | Herkunft    |
| -------------------------- | ------------------ | --------------- | ------------ | ----------- |
| Ernesto Escobar de Tijuana | Perkussion         | The BossHoss    | Country-Rock | Deutschland |
| Uli Trepte                 | E-Bass             | Neu!            | Krautrock    | Berlin      |
| Trini Trimpop              | Schlagzeug         | Die Toten Hosen | Punk         | Düsseldorf  |

## U
| Name         | Hauptinstrument(e) | Band(s)                             | Genre(s) | Herkunft |
| ------------ | ------------------ | ----------------------------------- | -------- | -------- |
| Farin Urlaub | Gesang und Gitarre | Die Ärzte, Farin Urlaub Racing Team | Punk     | Berlin   |

## V
| Name           | Hauptinstrument(e) | Band(s)                | Genre(s) | Herkunft |
| -------------- | ------------------ | ---------------------- | -------- | -------- |
| Klaus Voormann | E-Bass             | Plastic Ono Band, solo | Rock     | Berlin   |

## W
| Name                       | Hauptinstrument(e) | Band(s)      | Genre(s)       | Herkunft    |
| -------------------------- | ------------------ | ------------ | -------------- | ----------- |
| Stephan Weidner            | E-Bass und Gesang  | Böhse Onkelz | Oi!, Hard Rock | Deutschland |
| Charly Weiss               | Schlagzeug         | Kraftwerk    | Elektro        | Deutschland |
| Marius Müller-Westernhagen | Gesang             | solo         | Rock           | Düsseldorf  |

## Z
| Name           | Hauptinstrument(e)      | Band(s)          | Genre(s)         | Herkunft |
| -------------- | ----------------------- | ---------------- | ---------------- | -------- |
| Arne Zank      | Schlagzeug und Keyboard | Tocotronic, solo | Alternative Rock | Hamburg  |
| Helmut Zerlett | Keyboard                | Dunkelziffer     | Artrock          | Köln     |
| Jürgen Zöller  | Schlagzeug              | BAP              | Kölsch-Rock      | Köln     |

## Endnoten
1. ↑  Gemeint sind Musiker, die hauptsächlich im Rockbereich oder einem seiner Subgenres tätig sind oder waren